# Ryan Crouser
Ryan Crouser   (Oregon, Estats Units, 18 de desembre de 1992) és un atleta estatunidenc especialitzat en la prova del llançament de pes. Ha participat en 2 Olimpíades, guanyant 2 medalles d'or consecutives. Als Jocs Olímpics de Rio 2016, va fer un llançament de 22,52m, aconseguint el rècord olímpic i als Jocs Olímpics de Tòquio 2020, va tornar a aconseguir la victòria amb rècord olímpic, amb una marca de 23,30m. A més, ha guanyat 3 medalles (2 d'or) en els Campionats del Món. Actualment ostenta el rècord del món de llançament de pes amb 23,56m, aconseguit el 27 de maig de 2023 a Los Angeles.

## Marques personals
| Disciplina                         | Marca     | Seu          | Data                |
| ---------------------------------- | --------- | ------------ | ------------------- |
| Llançament de pes                  | 23.56m WR | Los Angeles  | 27 de maig de 2023  |
| Llançament de disc                 | 63.90     | Texas        | 18 de maig de 2014  |
| Llançament de pes en pista coberta | 22.82m WR | Fayetteville | 24 de gener de 2021 |

## Trajectòria professional
| Jocs Olímpics     | Jocs Olímpics  | Jocs Olímpics | Jocs Olímpics     |
| Any               | Seu            | Posició       | Prova             |
| ----------------- | -------------- | ------------- | ----------------- |
| 2016              | Rio de Janeiro | 1             | Llançament de pes |
| 2020              | Tòquio         | 1             | Llançament de pes |
| Campionat del Món |                |               |                   |
| 2017              | Londres        | 6a posició    | Llançament de pes |
| 2019              | Doha           | 2             | Llançament de pes |
| 2022              | Eugene         | 1             | Llançament de pes |
| 2023              | Budapest       | 1             | Llançament de pes |